# Polytribax pallescens
Polytribax pallescens är en stekelart som först beskrevs av Henry Lorenz Viereck 1911.  Polytribax pallescens ingår i släktet Polytribax och familjen brokparasitsteklar. Inga underarter finns listade i Catalogue of Life.